# Shaver Lake (California)
Shaver Lake es un lugar designado por el censo ubicado en el condado de Fresno en el estado estadounidense de California. En el año 2000 tenía una población de 702 habitantes y una densidad poblacional de 7.9 personas por km².

## Geografía
Shaver Lake se encuentra ubicado en las coordenadas 37°6′N 119°19′O / 37.100, -119.317. Según la Oficina del Censo, la ciudad tiene un área total de 89,8 km² (34,7 mi²), de la cual 83,8 km² (32,4 mi²) es tierra y 6 km² (2,3 mi²) (6.72%) es agua.

## Demografía
Según la Oficina del Censo en 2000 los ingresos medios por hogar en la localidad eran de $42,250, y los ingresos medios por familia eran $51,250. Los hombres tenían unos ingresos medios de $40,956 frente a los $32,019 para las mujeres. La renta per cápita para la localidad era de $24,695. Alrededor del 10.3% de la población estaban por debajo del umbral de pobreza.